# 舊維里夫卡 (庫皮揚斯克區)
舊維里夫卡（烏克蘭語：Старовірівка）是位於烏克蘭東部的村莊，由哈爾科夫州庫皮揚斯克區的舍夫琴科韦市镇負責管轄。該村處於謝涅克河畔，始建於1850年，面積3.91平方公里，海拔高度115米，2001年人口1,316。